# Tom Robbins
Pour les articles homonymes, voir Robbins.
Ne doit pas être confondu avec Tim Robbins.
Thomas Eugene Robbins, dit Tom Robbins, né le 22 juillet 1932 à Blowing Rock (Caroline du Nord) et mort le 9 février 2025 à La Conner (Washington), est un écrivain américain.

## Biographie
Tom Robbins a étudié le journalisme en 1954 à l'Université Washington and Lee, à Lexington en Virginie, mais n'a pas obtenu de diplôme. Engagé dans l'armée de l'air, il a servi pendant la guerre de Corée. À son retour à la vie civile, il étudie l'art au Richmond Professional Institute de Richmond, Virginie.
Après avoir obtenu son diplôme, il déménage sur la côte ouest de l’Italie, où il devient journaliste pour le Seattle Times. Il habitait depuis de nombreuses années dans le Washington.
Son roman Même les cow-girls ont du vague à l'âme a été adapté au cinéma sous le titre Even Cowgirls Get the Blues par Gus Van Sant en 1993, avec Uma Thurman dans le rôle principal.

## Analyse de l'œuvre
Les livres de Tom Robbins, complexes, étranges, souvent remplis de commentaires à caractère social et de détails obscurs mais bien documentés, ont connu un grand succès auprès du public et ont été traduits en plusieurs langues. Rivalisant de précision, il étonne par ses nombreuses intrusions dans la psychologie de ses personnages. Il se distingue également de ses contemporains grâce à une plume acerbe, parfois cynique, et un regard amusé, voire arrogant. Son style d'écriture laisse parfois présumer qu'il cherche à irriter tant le lecteur que les personnages de ses romans. Son opus Half Asleep in Frog Pajamas, traduit en français sous le titre Comme la grenouille sur son nénuphar, est une satire sociale, sinon un véritable docufiction.

## Œuvres

### Romans
- Une bien étrange attraction, Gallmeister, coll. « Americana », 2010 ((en) Another Roadside Attraction, 1971), trad. François Happe, 391 p.  (ISBN 978-2-35178-037-4)[8]
- Même les cow-girls ont du vague à l'âme, Balland, 1978 ((en) Even Cowgirls Get the Blues, 1976), trad. Philippe Mikriammos, 348 p.  (ISBN 2-7158-0143-2)
- Mickey le Rouge, Presses de la Renaissance, 1981 ((en) Still Life with Woodpecker, 1980), trad. Marie-Hélène Dumas, 297 p.  (ISBN 2-85616-214-2)
- Un parfum de Jitterbug, Gallmeister, coll. « Americana », 2011 ((en) Jitterbug Perfume, 1984), trad. François Happe, 441 p.  (ISBN 978-2-35178-047-3)
- Jambes fluettes, etc., Gallmeister, coll. « Americana », 2014 ((en) Skinny Legs and All, 1990), trad. François Happe, 537 p.  (ISBN 978-2-35178-077-0)
- Comme la grenouille sur son nénuphar, Gallmeister, coll. « Americana », 2009 ((en) Half Asleep in Frog Pajamas, 1994), trad. François Happe, 424 p.  (ISBN 978-2-35178-027-5)
- Féroces infirmes, retour des pays chauds, Le Cherche midi, coll. « Ailleurs », 2001 ((en) Fierce Invalids Home from Hot Climates, 2000), trad. Jean-Luc Piningre, 541 p.  (ISBN 2-86274-865-X)
- Villa Incognito, Le Cherche midi, coll. « Ailleurs », 2005 ((en) Villa Incognito, 2003), trad. Jean-Luc Piningre, 238 p.  (ISBN 2-7491-0521-8)
- B comme bière, Gallmeister, coll. « Totem », 2012 ((en) B Is For Beer, 2009), trad. François Happe, 150 p.  (ISBN 978-2-35178-524-9)

### Autres
- (en) Wild Ducks Flying Backward, 2005Regroupement d'essais et de critiques rédigés par Robbins au fil des ans
- Tarte aux pêches tibétaine, 2018 ((en) Tibetan Peach Pie: A True Account of an Imaginative Life, 2014), trad. François HappeAutobiographie romancée